# Roth (Altenkirchen)
Roth (Altenkirchen) é um município da Alemanha localizada no distrito de Altenkirchen, na associação municipal de Verbandsgemeinde Hamm, no estado da Renânia-Palatinado.